# Identitet
Identitet é uma canção dos cantores Adrian Lulgjuraj e Bledar Sejko. Eles representaram a Albânia no Festival Eurovisão da Canção 2013 na segunda semi-final, terminando em 15º lugar com 31 pontos, não conseguindo passar á final.